# Nemadoras trimaculatus
Nemadoras trimaculatus är en fiskart som först beskrevs av Boulenger, 1898.  Nemadoras trimaculatus ingår i släktet Nemadoras och familjen Doradidae. Inga underarter finns listade i Catalogue of Life.